# 2018 год в театре

## События
- 8 апреля — в Королевском Альберт-холле (Лондон) прошла церемония вручения премии Лоренса Оливье, на которой мюзикл «Гамильтон» завоевал 7 наград из 13 возможных, таким образом сравнявшись по количеству наград с мюзиклом «Матильда» и установив новый рекорд по количеству номинаций для одного спектакля.
- 10 июня — в концертном зале «Радио Сити Мьюзик Холл» (Нью-Йорк) прошла 72-я церемония вручения премии «Тони», на которой мюзикл «Визит оркестра» выиграл 10 наград, постановка «Гарри Поттер и Проклятое дитя» 6 наград, а премия за достижения в области театра была присуждена Чите Ривера и сэру Эндрю Ллойду Уэбберу.

## Деятели театра

### Скончались
- 10 января — Михаил Державин, советский и российский актёр театра и кино, телеведущий, артист Московского академического театра сатиры, народный артист РСФСР.
- 11 марта — Ашир Чокубаев, актёр театра и кино, народный артист Кыргызской Республики (1994).
- 12 марта — Олег Табаков, советский и российский актёр театра и кино.
- 28 марта — Олег Анофриев, советский и российский актёр театра и кино, кинорежиссёр, певец, автор песен, Народный артист Российской Федерации (2004).
- 11 апреля — Кармен Стэнеску, румынская актриса театра, кино, телевидения и озвучания.
- 21 апреля — Нина Дорошина, советская и российская актриса театра и кино, Народная артистка РСФСР.
- 1 июля — Ольга Лозовая, российская артистка оперетты, солистка Санкт-Петербургского театра музыкальной комедии, заслуженная артистка Российской Федерации
- 5 августа — Шарлотта Рэй — американская характерная актриса театра, кино и телевидения.
- 9 августа
  - Дмитрий Брусникин, советский и российский актёр и режиссёр театра и кино, сценарист, театральный педагог, профессор, заслуженный артист Российской Федерации, заслуженный деятель искусств Российской Федерации.
  - Тамара Дегтярёва — советская и российская актриса театра и кино, народная артистка Российской Федерации.
- 18 сентября — Жан Пиа — французский актёр кино и театра, член труппы Комеди Франсез
- 6 октября — Монсеррат Кабалье, испанская оперная певица, сопрано.